# Håkan Hagegård

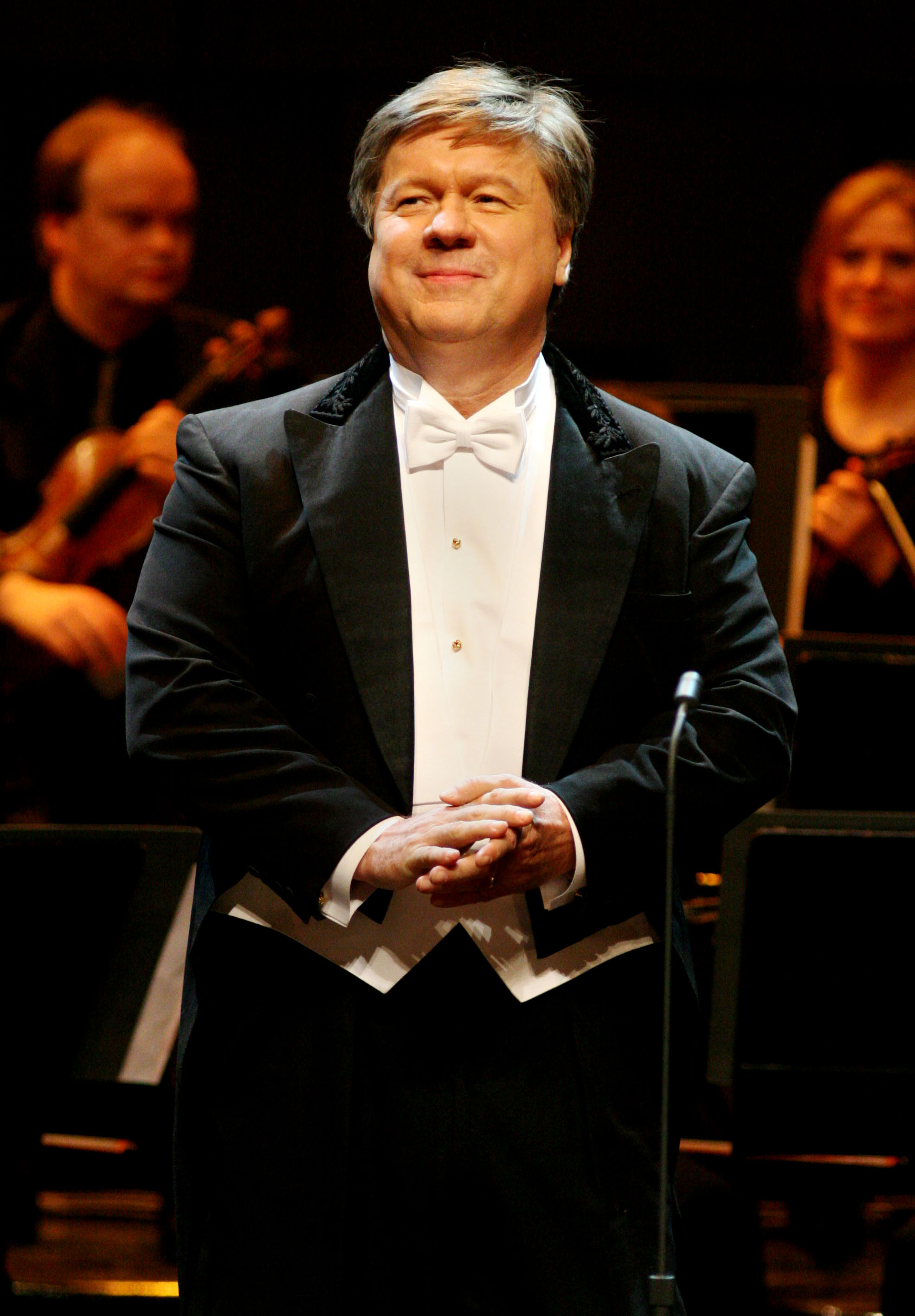
Håkan Hagegård in 2005

Håkan Hagegård (Karlstad, 25 november 1945) is een Zweedse bariton.
Hagegård studeerde aan de Koninklijke Muziekacademie in Stockholm, en heeft over de hele wereld opgetreden, inclusief Carnegie Hall, Covent Garden, La Scala, de Metropolitan Opera, het Operahuis van Sydney, de Deutsche Oper in Berlijn, de Weense Staatsopera en de Koninklijke Zweedse Opera in Stockholm. In 1975 speelde hij de rol van Papageno in Ingmar Bergmans geroemde filmversie van Mozarts Die Zauberflöte. In 1980 zong hij de baritonsolo's in Robert Shaws hoog aangeschreven en populaire opname van Carl Orffs Carmina Burana met het Atlanta Symphony Orchestra. Hij verzorgde de wereldpremières van liederencyclussen van prominente componisten als Dominick Argento en Stephen Paulus. In 1985 werd hij aangewezen als vocalist voor koning Carl XVI Gustaf.
Hagegård geeft les aan de muziekschool van de Indiana University Bloomington. Hij vervult tevens een professoraat in vokale studies aan de Noorse Muziekacademie in Oslo, Noorwegen.
In 1993 ontving hij de Zweedse koninklijke onderscheiding Litteris et Artibus.
- Bibliothèque nationale de France: cb138948736 (data)
- Gemeinsame Normdatei: 123665574
- International Standard Name Identifier: 0000 0001 1487 425X
- KulturNav: 7c450bc8-2fad-44fe-8a4f-9b4a5b214e92
- Library of Congress Control Number: n81149286
- Nationale Bibliotheek van Letland: 000110107
- MusicBrainz: 8a6065d5-03b9-4480-8ab2-82ff544ebe9d
- Nationale Bibliotheek van Tsjechië: xx0150529
- Nationale Bibliotheek van Israël: 987007273186805171
- Nederlandse Thesaurus van Auteursnamen: 071445692
- LIBRIS: 301738
- Système universitaire de documentation: 092763065
- Trove: 1038257
- Virtual International Authority File: 7375726
- WorldCat: E39PBJv4fYcQtXgDHdpFwTF9Xd